# Goudomp

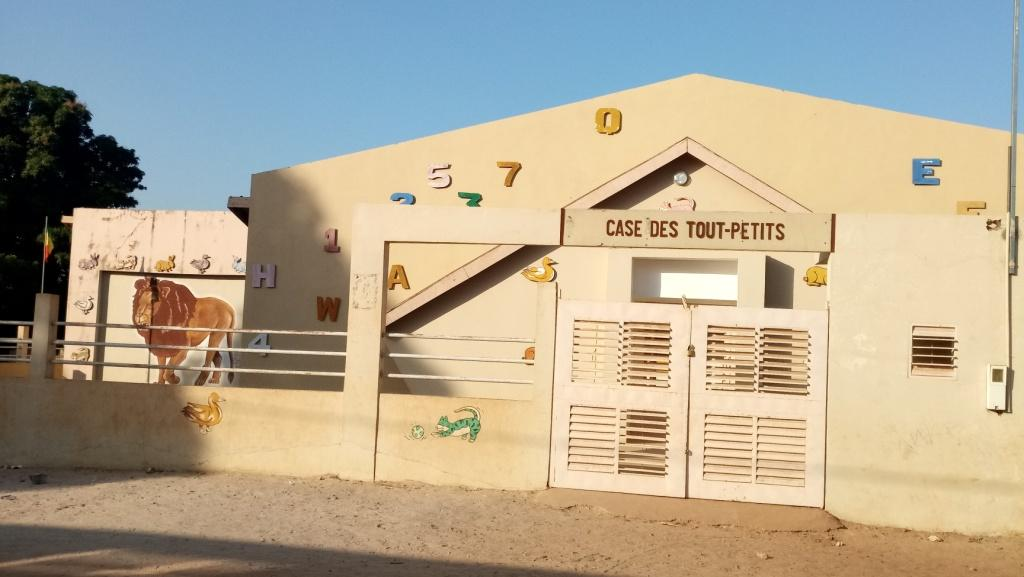
Case des tout-petits.

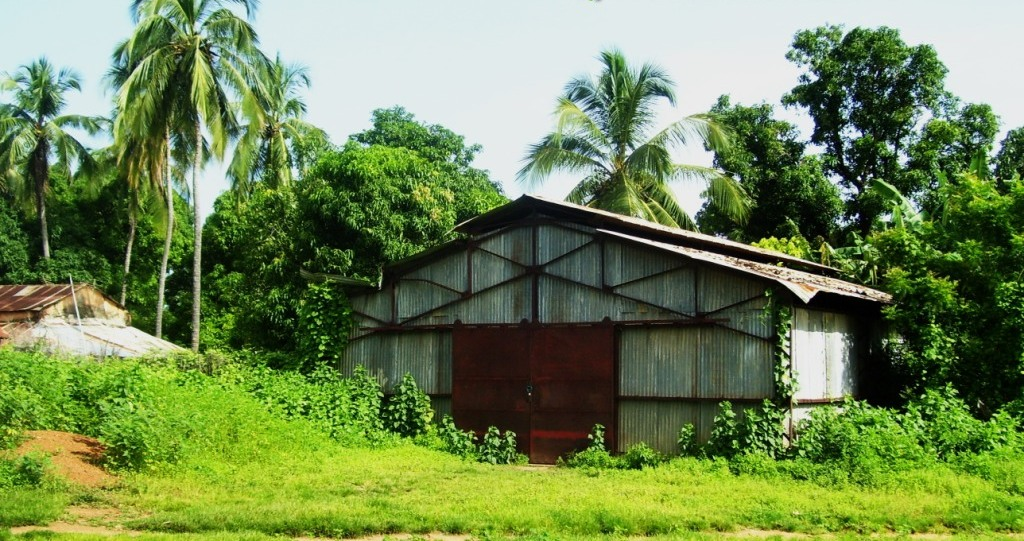
ONCAD.

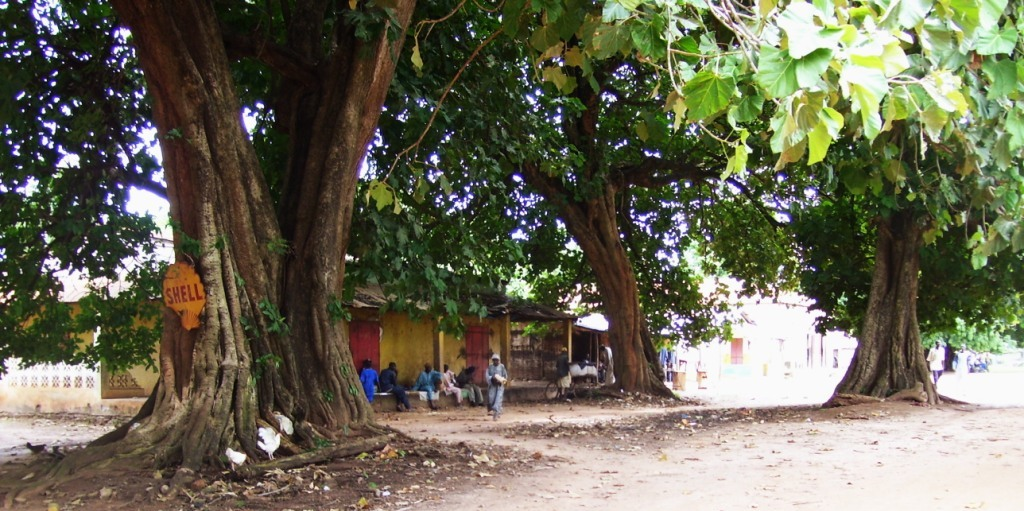
Grande place.

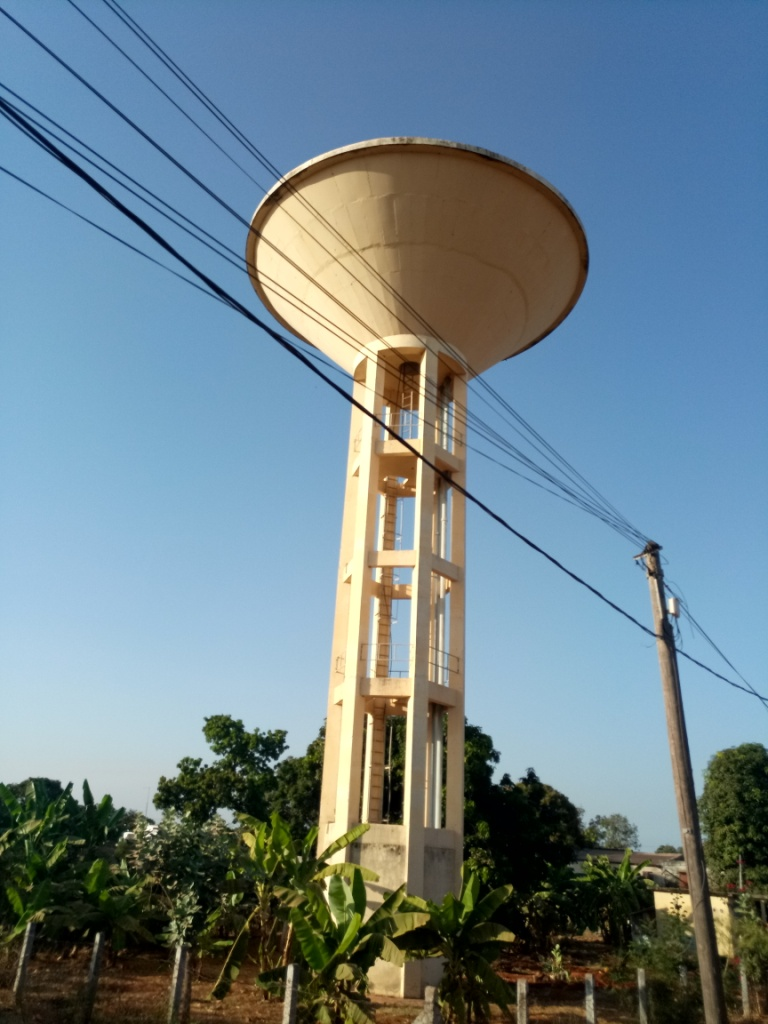
Forage.

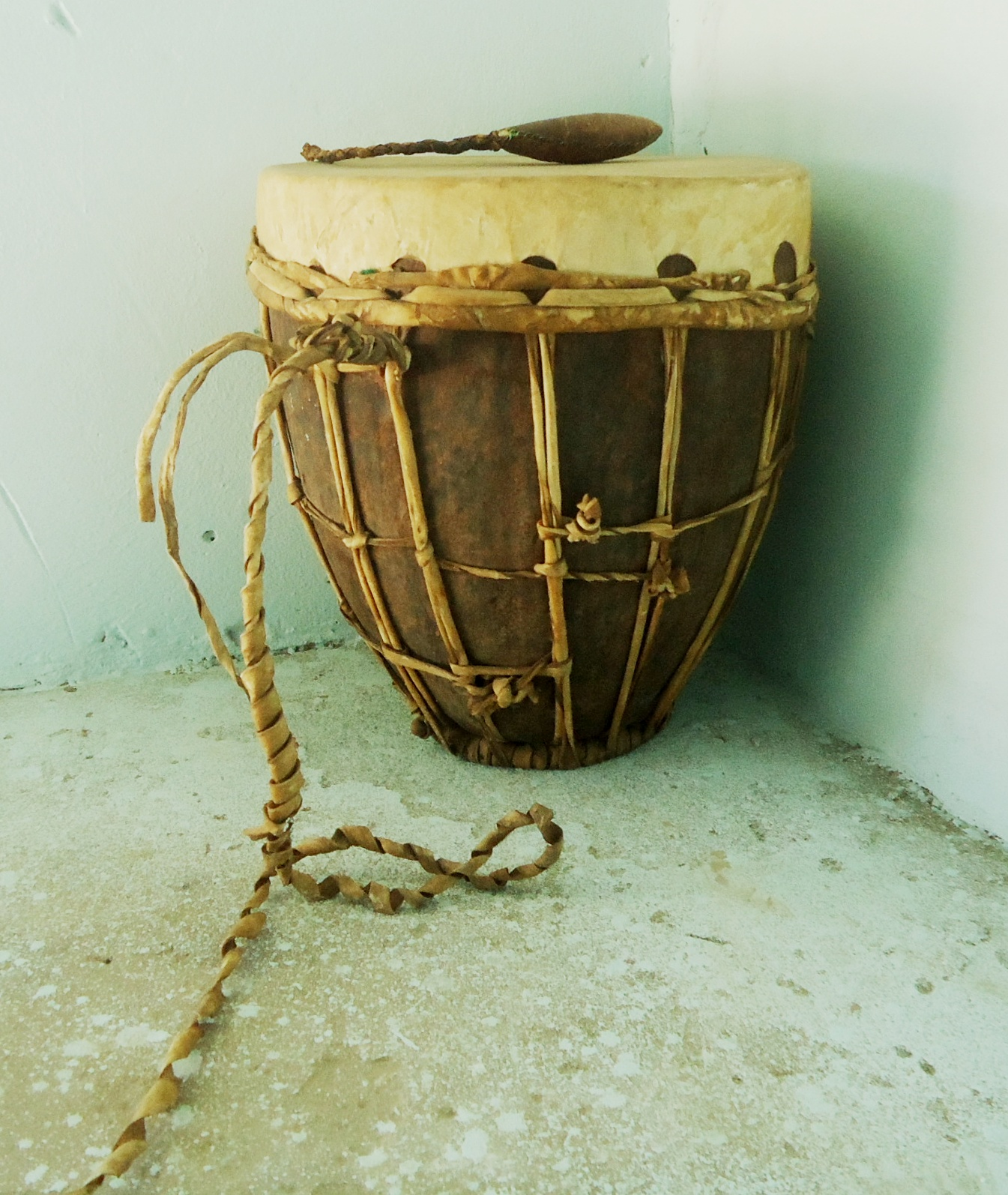
Tabala de la grande mosquée.

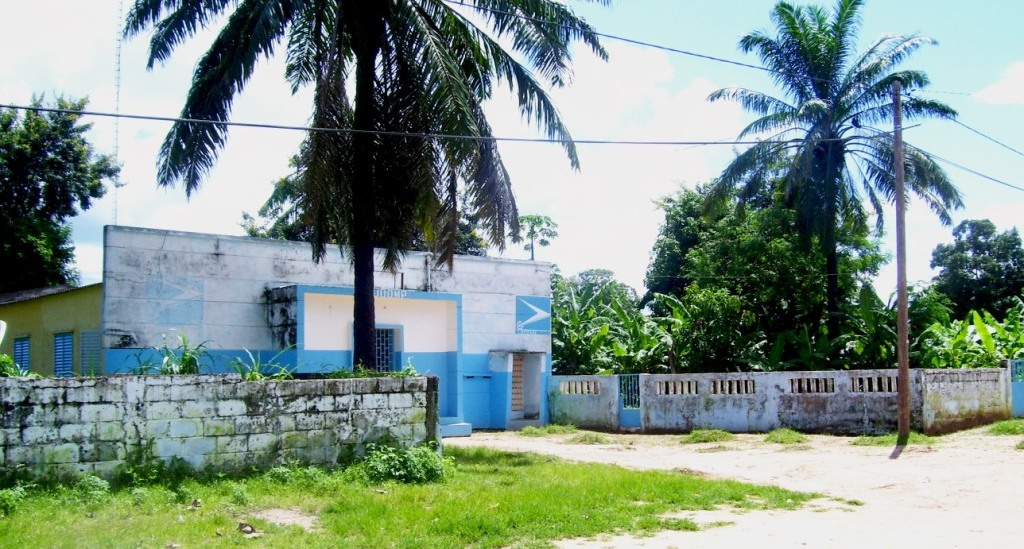
Poste

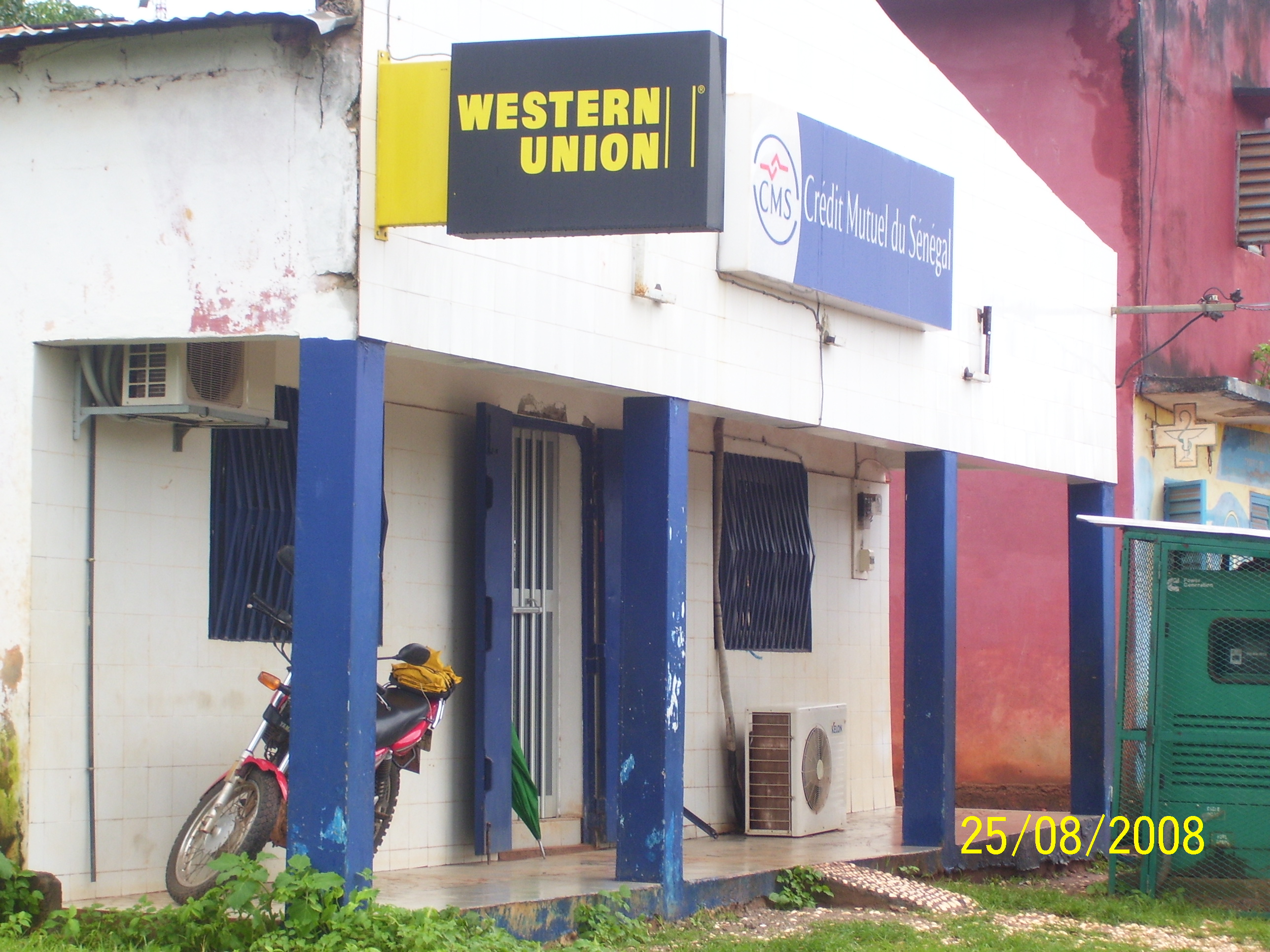
Crédit Mutuel.

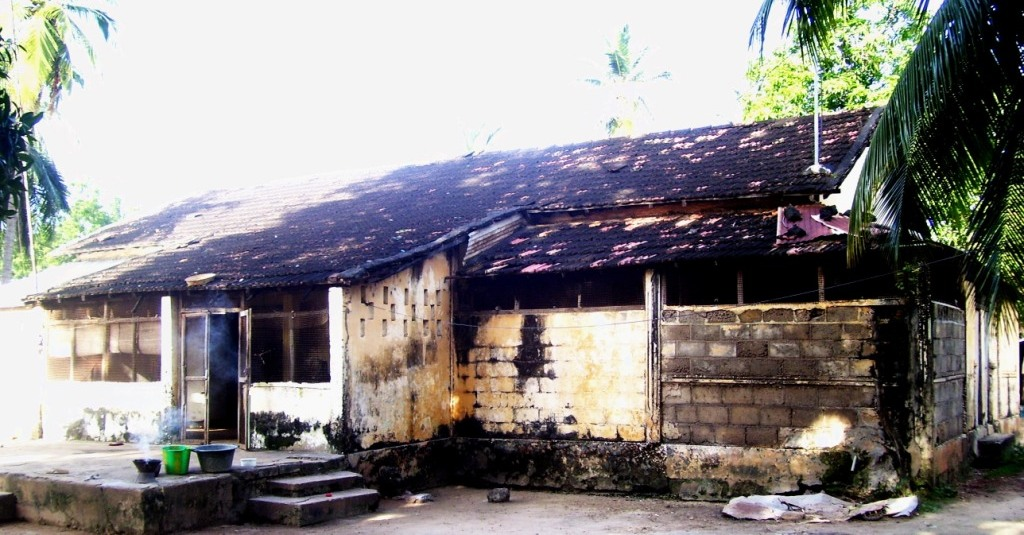

Goudomp est une ville et une commune de Casamance (Sénégal), située sur la rive gauche du fleuve Casamance, dans le sud du pays. C'est le chef-lieu du département de Goudomp dans la région de Sédhiou.

## Histoire
Le village de Goudomp aurait été fondé entre 1835 et 1840, après la destruction de la capitale des Baïnouks, Birkama en 1825 par les chefs de guerre balantes. Deux versions sont communément admises dans l'histoire de la fondation du village de Goudomp.
Une première, plus répandue, accorde la paternité du village à l'ancêtre de la famille Seydi. Un chasseur du nom de Samba Seydi, petit-frère de Demba Oury Seydi originaire du village de Tiidi dans le Boundou, au Sénégal oriental, s'installa entre Goudomp, Gnéna et Singhère Baînounk. Le site de Goudomp fut révélé  à travers la communication codée d'une meute de chiens qui présageait un bel avenir pour la notoriété de cette localité aux alentours d'un grand tabatier qui jouxtait la maison de l'imam Sadio Mane. Il partageait souvent ses gibiers avec ses cousins Balantes qui, de temps en temps, le menaçaient. Après sa mort à Singhère vers 1885, son grand-frère Demba Oury Seydi, berger de l'autorité coloniale de Sédhiou lui succéda et s'installa définitivement à Goudomp, après avoir traversé Bouno, Kindjinkourou, Sindina et Balmadou et rencontré Samba Biaye, homme très influent et respecté à Kaour par les baïnouks. Il installa sa base non loin de ce qui constitue aujourd'hui le quartier de Doumassou, aux abords de l'actuelle mosquée du village à proximité du fleuve. Ainsi, le nom du village serait un dérivé du terme Koudon qui signifierait « l'endroit où l'on partage la viande ».
Une deuxième version attribue la fondation du village à des Balantes venus des villages environnant pour la récolte de vin de palme. Ils auraient installé à l'endroit de l'actuel quartier Hamdallaye un campement de repos où ils se retrouvaient pour déguster du vin. Selon cette version, le nom Goudomp viendrait du terme Goudoumpou qui signifierait « le lieu où l'on partage du vin ».
Plusieurs vagues d'immigration de population de diverses ethnies marqueront l'histoire du peuplement de Goudomp. Ce fut d'abord les Diolas dirigés par Bourama Diédhiou et son hôte Sambou Diedhiou, ancien guerrier en fuite de Fodé Kaba Doumbiya ; ensuite les Mandingues du Kabou (descendants des familles Cissé, Danfa, Sonko, Diassy Mandiang, Kidiéra, Sama, Faty, Diébaté, Camara). Certains Mandingues du Pakao (Souané, Dabo, Djitté, Touré) les rejoignirent ainsi que les Jakhankés (Gassama) de Fouta-Touba, les Sarakholés (Dramé, Bayo, Sylla), les Malinkés (Keita), les Soussous (Bangoura), les familles chérifiennes (Aïdara).
D'autres groupes ethniques s'installèrent plus tard à Goudomp à partir des années 1940 ; il s'agit des Wolofs du Walo (Wade, Niass, Niang, Diop, Fall, Ndiaye), des Toucouleurs du Fouta-Toro (Sy, Diop, Lam), des Manjacks (Thiangou), des Mancagnes (Kanfome, Ndecky, Malou, Kaly, Diompy) et des Papels.
Goudomp obtient sa première école en 1935 sous le règne de Ismaïla Diedhiou, le dispensaire en 1941, la cabine téléphonique devenue poste en 1951, la construction de la grande mosquée en 1952 par l'appui financier de Babacar Niass (mareyeur) et d'autres bonnes volontés de la localité, le Centre de pêche en 1962 inauguré par l'ancien Président du Sénégal Léopold Sédar Senghor.
Différents chefs de villages se sont succédé à la tête de Goudomp. Parmi eux :
- Thierno Seydi (Imam et chef de village)
- Sambou Diedhiou (Diolacounda)
- Ndène Cissé (Doumassou)
- Ismïla Diedhiou
- Kara Diédhiou
- Binné Mane
- Demba Badji
- Massiré Seydi
- Sergent Malang Diatta(1951-1982)
- Caporal-chef de vaisseau Sidy Diatta (1982-1990)

Avec la Réforme territoriale de 1974, Goudomp est érigé en chef-lieu de Communauté Rurale.
Les principaux Présidents de la Communauté Rurale de Goudomp sont :
- El Hadji Karfa Sonko
- Ibrahima Ibou Sane

Goudomp est érigé en commune en 1990. Le premier maire est El Hadji Kéba Ndiaye (1990-1995) et les trois premiers délégués de quartier : 
- Amdallah : Omar Salia Seydi(1920- 26 août 2002)
- Doumassou : Kéba Sadio
- Diolacounda : Kéba Diédhiou.

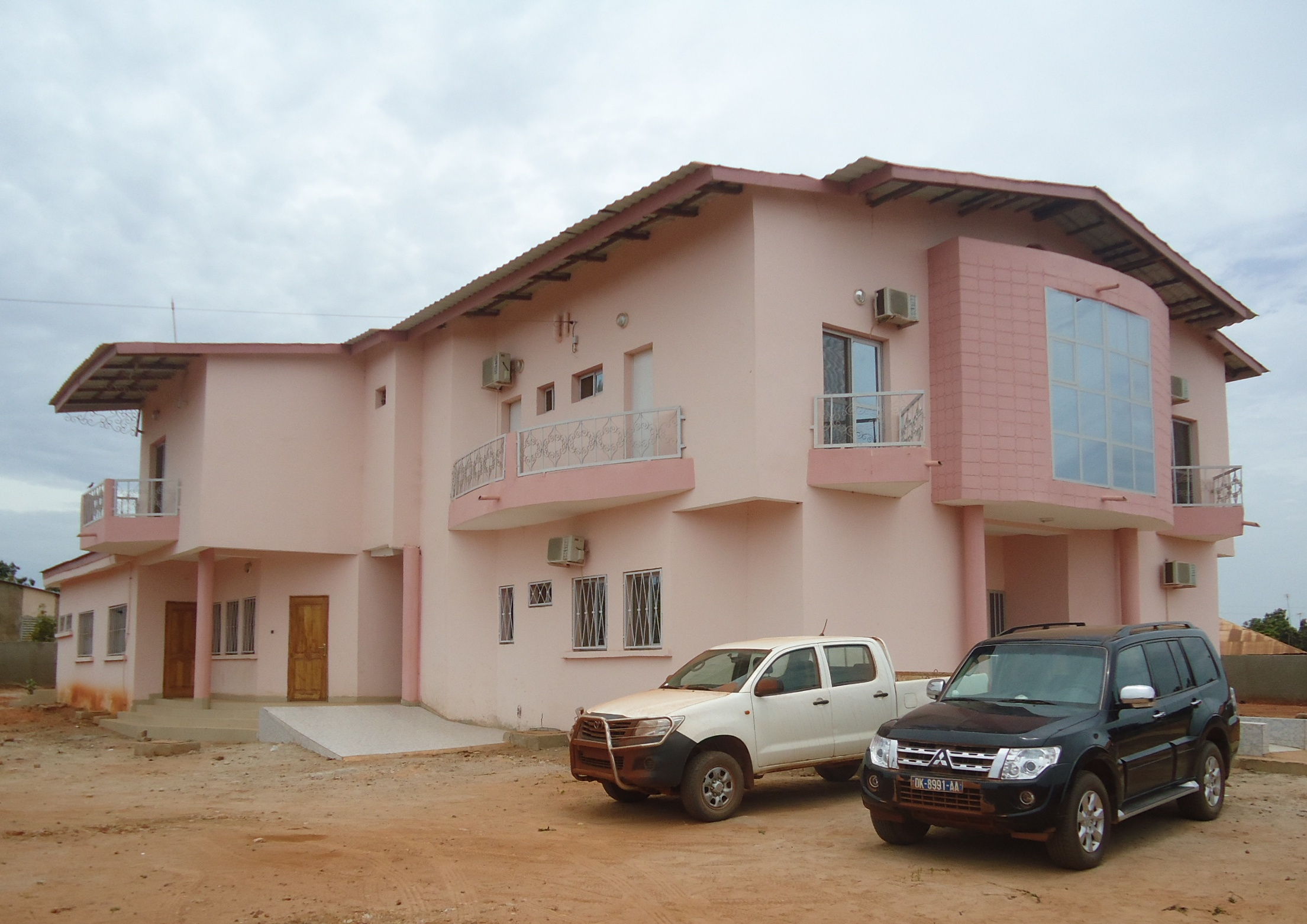

Sous le règne du Maire Adama Sonko, les quartiers administratifs sont dirigés  par les délégués de quartier suivants : 
- Diolacounda1 : dirigé par Malamine Badji,
- Diolacounda2 : dirigé par Aba Kébé,
- Sansankoto : par Salif Mané,
- Amdallaye : par Balla Moussa Mané.

De 1990 à 2012, la commune de Goudomp fut successivement administrée par les Maires suivants :
- El Hadji Kéba Ndiaye (1990-1995)
- Adama Sonko (1995- 2000)
- Malamine Kourouma (2001-2008)
- Abdoulaye Bosco Sadio (2009-2014), réélu pour un second mandat (2014-2019)

Les principaux imams qui se sont succédé à la Grande Mosquée de Goudomp sont :
- Thierno Seydi (imam et chef de village)
- El Hadji Ibrahima Dramé (père de feu Sékou Dramé de Diannah-Malary)
- El Hadji Ibrahima Aidara (père de Yancouba Aidara)
- Sadio Mané

## Administration
Longtemps communauté rurale polarisant divers villages de la rive gauche du fleuve Casamance (Balantacounda) de Mangacounda à Djibanar en passant par Singhère ou Bindaba (réforme de l'administration territoriale de 1978), Goudomp fut érigé en commune en 1990. Une des trois communes du département de Sédhiou avec les villes de Sédhiou et de Marsassoum, Goudomp a été choisi pour abriter le chef-lieu de département de la nouvelle région de Sédhiou à la faveur de la 24e réforme territoriale votée par l'Assemblée nationale le 1er février 2008.
Ce projet de loi modifiant le découpage administratif du Sénégal, notamment le choix de la ville devant abriter le chef-lieu du nouveau département, a suscité des vocations départementales dans plusieurs villages (Tanaff, Samine Escale, Marsassoum) où certaines populations ont organisé des marches pacifiques afin que leurs localités abritent le chef-lieu de département. C'est finalement la ville de Goudomp qui fut choisie pour abriter le chef-lieu du nouveau département. La Commune de Goudomp est actuellement divisé en sept quartiers : Amdallah, Cité Millionnaire, Cité Eaux et Forêts, Diolacounda, Doumassou, Liberté, Santassou, dirigés chacun par un délégué de quartier.
La commune de Goudomp, qui a de longue date souffert de l'enclavement de son département de tutelle (Sédhiou) rendant difficiles certaines démarches administratives, voit  dans sa nouvelle stature une occasion de s'affranchir encore un peu plus de sa dépendance(administrative) vis-à-vis de son voisin de l'autre rive (Sédhiou).

## Géographie
Goudomp se trouve sur la route nationale N6 qui relie Kolda à Ziguinchor.
Les localités les plus proches sont Kaour, Bakoundi, Akentou et Pantodosse.

### Population
Lors du recensement de 2002, la population s'élevait à 11 013 habitants.
En 2007, selon les estimations officielles, Goudomp compterait 12 012 personnes.
Situé dans le Balantacounda, Goudomp est l'un des villages les plus cosmopolites de la région. Goudomp est un lieu de forte migration des ethnies de la sous-région. Outre les Balantes, on y retrouve des Mandingues ou Socés, des Peuls (originaires du Boundou, du Fouta Djallon et du Fouladou), des [Diakhankés] originaires de Fouta Touba, des Diolas du Fogny, des Toucouleurs et des Wolofs (venus du Waalo, du Fouta Toro et du Baol), des Manjaques, des Mancagnes(originaires de Pelundo, de Bùla en Guinée-Bissau)et dans une moindre mesure des Sérères. Ces différentes ethnies vivent en parfaite osmose communicant entre elles en mandingue.
La commune de Goudomp est divisée en sept quartiers : Amdallah, Sansacono, Diolacounda 1, Diolacounda 2, Liberté, Cité Millionnaire et Cité Eaux et Forêts. Chaque quartier est dirigé par un conseil de quartier présidé par un délégué.

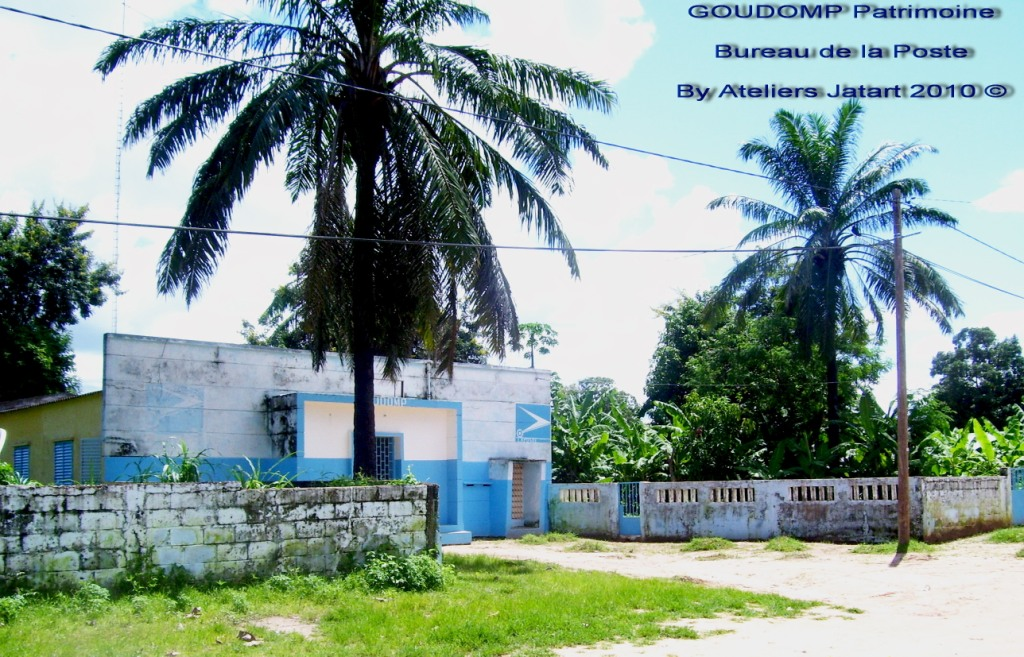

La population, essentiellement musulmane, vit en parfaite intelligence avec la minorité chrétienne.

### Économie
Goudomp, à l'instar des autres villages du Sénégal, est un village agricole. La vie économique est rythmée par l'activité agricole qui occupe une bonne partie de la population pendant l'hivernage et la pêche des crevettes dans le fleuve Casamance le reste de l'année. Les revenus des paysans étaient assurés par la culture de l'arachide, la bananeraie et l'arboriculture fruitière (orange et mangue) pratiqués à côté des cultures d'autosuffisance (riz, maïs, sorgho, etc.).
Mais Goudomp est surtout connu pour ses produits de pêche. C'était jadis un centre de pêche prospère d'où partaient des poissons frais ou fumés vers les villages environnants et les usines de transformation de Ziguinchor. Depuis quelque temps, la pêche aux poissons (mulets, tilapias...) est quasi supplantée par la pêche aux crevettes qui constitue l'une des principales sources de revenus des populations.
Aujourd'hui pour des raisons liées à la crise irrédentiste casamançaise, la production d'arachide est quasi nulle, la bananeraie n'est plus qu'un vieux souvenir, les fruits pourrissent sur place du fait de l'insécurité qui rend difficile la cueillette et/ou l'acheminement des produits vers Ziguinchor. En outre, l'agriculture souffre de la salinisation croissante des sols qui grignotent des pans entiers de surfaces cultivables des rizières. Cette salinisation liée à la baisse de la pluviométrie a comme corollaire la disparition de la mangrove des côtes de Goudomp.
La pêche, quant à elle, supporte mal la surexploitation (liée à l'augmentation de la population); poissons et crevettes se font de plus en plus rares dans les eaux du fleuve.